# مسجد سفید (تبریز)
مسجد سفید مربوط به دوره قاجار است و در تبریز، خیابان منجم، ابتدای خیابان بهار واقع شده و این اثر در تاریخ ۱۲ بهمن ۱۳۸۱ با شمارهٔ ثبت ۷۳۵۴ به‌عنوان یکی از آثار ملی ایران به ثبت رسیده است.